# 安古洛 (巴拉那州)
23°11′42″S 51°54′54″W / 23.19500°S 51.91500°W

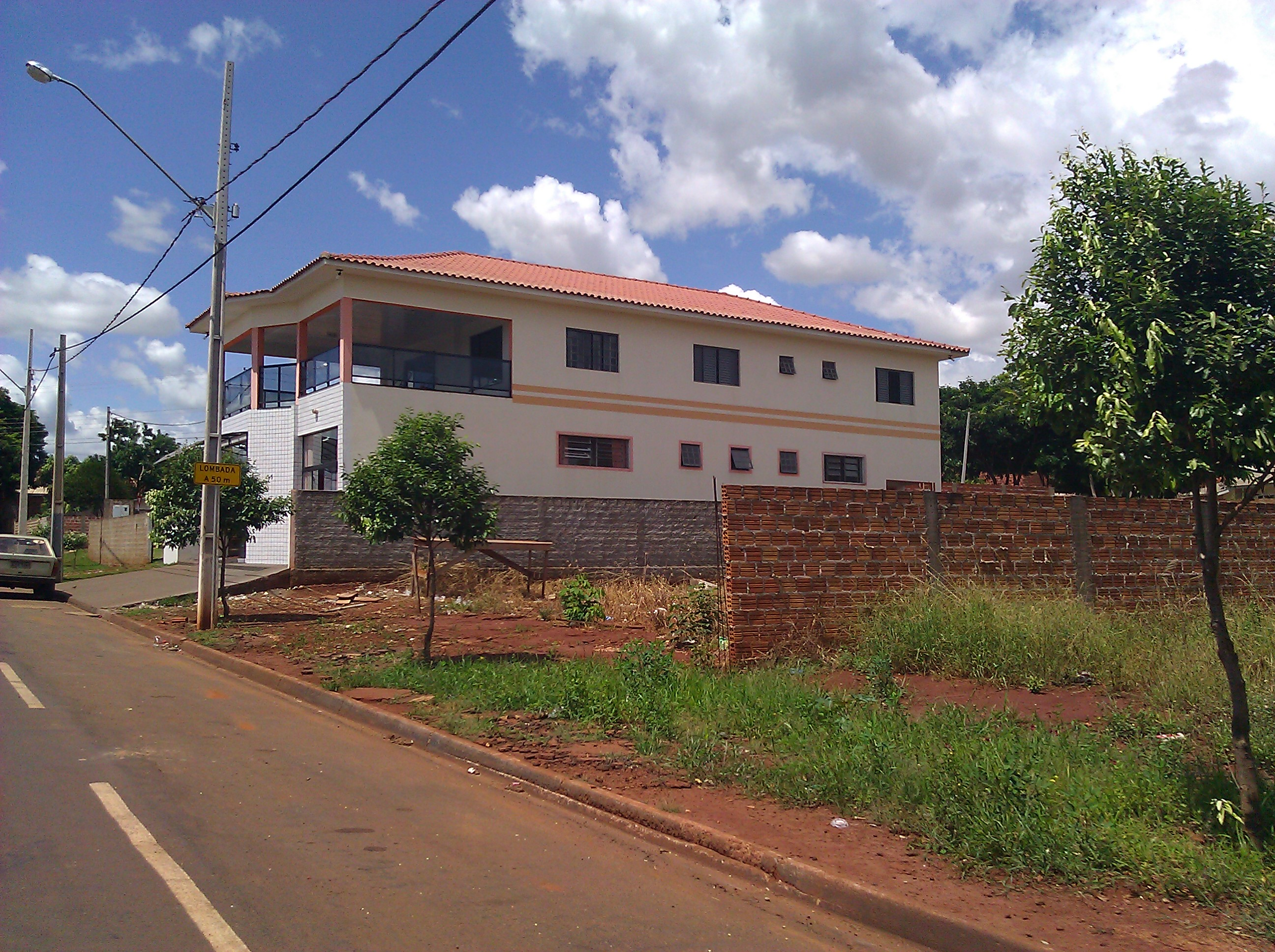
安古洛

安古洛（葡萄牙語：Ângulo）是巴西的城鎮，位於該國南部，由巴拉那州負責管轄，始建於1990年9月3日，面積106平方公里，海拔高度300米，2010年人口2,859，人口密度每平方公里26.97人。